# Veliki Gaber
Veliki Gaber je naselje v občini Trebnje.
Veliki Gaber je gručasta vas na nizkem hribu zahodno od Medvedjeka. Stare hiše so na severni strani hriba navzdol razporejene proti železniški postaji Gaber, ki je bila leta 1955 zgrajena s prostovoljnim delom vaščanov.  Na južni strani hiše prehajajo k sosednjemu zaselku Podgaber, vzhodno od podgabra pa so še zaselki Gline, Brije, Kljuka in Mekote. V okolici je veliko gozdov v katerih prevladuje gaber, po katerem je kraj dobil ime, zaselek Gline pa je ime dobil po glini iz katere so še po prvi svetovni vojni izdelovali opeko. V bližini so odkrili halštatske najdbe, vas pa se prvič omenja v fevdalni dobi leta 1136 kot last šentvidske cerkve. Sedanja cerkev svetega Urha na razglednem hribu je bila zgrajena leta 1920 v renesančno baročnem slogu, poleg nje pa je štirioglato znamenje, ki spominja na kugo leta 1722. Leta 1879 so v podgabru ustanovili šolo, šolska zgradba iz leta 1886 pa je bila leta 1938 prezidana. 11. aprila 1941 so Nemci po okolici metali bombe in ubili enega vojaka ter več konj, dan potem pa se je v Podgabru nastanila italijanska posadka, ki je v kraju ostala vse do kapitulacije Italije. V začetku aprila 1942 so Partizani ob cesti proti Medvedjeku napadli italijanske avtomobile in pobili okoli 10 fašistov, ob nemški ofenzivi oktobra 1943 pa je bilo na tem območju ubitih 6 slovenskih borcev. Novembra 1944 so se v šoli nastanili domobranci, ki so se v sodelovanju z Nemci večkrat spopadli s partizani na Medvedjeku in v okolici. 25. aprila 1943 so Partizani nad vasjo Breg razdrli železniško progo, italijanski transportni vlak pa je na tem mestu iztiril. 
V Velikem Gabru se je 8. oktobra 1925 rodil Milan Zajec, prvi znani rešenec in pričevalec iz Kočevskega Roga.
Občani Velikega Gabra izdajajo svoje glasilo Gabrov list, ki izhaja štirikrat letno.